# Mount Olympus National Monument
Mount Olympus National Monument – nieistniejący już pomnik narodowy w Stanach Zjednoczonych, w stanie Waszyngton.
Ochrona tych obszarów sięga wstecz do 1897 roku, gdy prezydent Stanów Zjednoczonych Grover Cleveland ustanowił na większości zalesionych terenów w tym regionie rezerwat Olympic Forest Reserve.
Pomnik narodowy Mount Olympus został ustanowiony 2 marca 1909 roku przez prezydenta Theodore'a Roosevelta, który w specjalnej deklaracji stwierdził, że "stoki góry Mount Olympus i pobliskie wierzchołki gór Olimpic Mountains (...) obejmują (...) liczne lodowce i (...) są ostoją i terenami rozrodczymi wapiti, (...) gatunku wyjątkowego dla tych gór, a którego populacja gwałtownie maleje".
Kolejni prezydenci zmniejszali stopniowo powierzchnię pomnika. Jako pierwszy dokonał tego prezydent William Taft 17 kwietnia 1912 roku. Prezydent Woodrow Wilson zmniejszył powierzchnię objętą ochroną o ponad połowę 11 maja 1915 roku. Nieznacznie uszczuplił go również prezydent Calvin Coolidge 7 stycznia 1929 roku. W 1933 roku pomnik przeszedł w zarządzanie National Park Service. Ostatecznie decyzją Kongresu Stanów Zjednoczonych z 29 czerwca 1938 roku pomnik przekształcono w istniejący współcześnie Park Narodowy Olympic.